# Copa Mundial

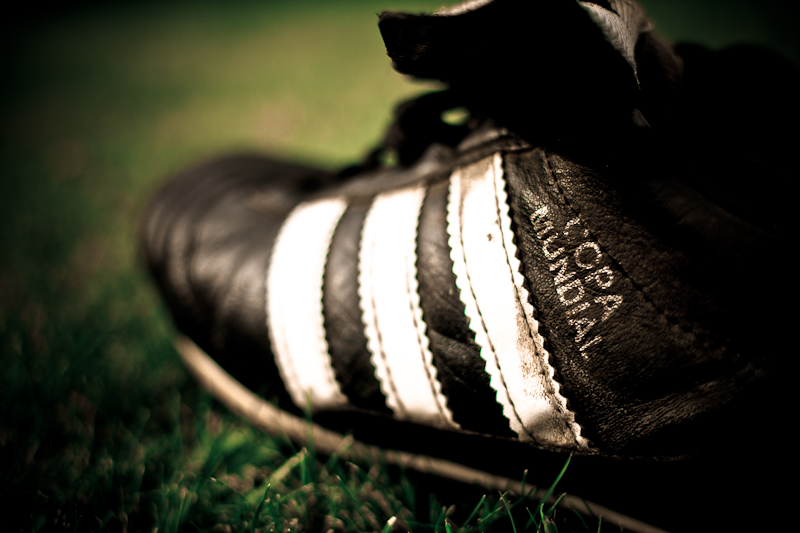
Adidas Copa Mundial im Profil

Der Copa Mundial (spanisch für Weltmeisterschaft) ist ein Fußball-Schuh der Firma Adidas. Er wird seit 1979 hergestellt und ist der meistverkaufte Fußballschuh der Welt. Das Obermaterial des Copa besteht zu 100 % aus Känguru-Leder.
Ursprünglich wurde der Schuh für die Fußball-WM 1982 entworfen und seitdem nur unwesentlich verändert. Zum 25-jährigen Produktjubiläum im Jahr 2007 wurde der Schuh neu aufgelegt und in einer speziellen Verpackung und dem Copa-Mundial-Schriftzug ausgeliefert.
Eine veränderte Variante stellt der Adidas World Cup dar, der bis auf die Schraubstollen und eine veränderte Sohle mit dem Copa identisch ist. Eine zweite Variante ist der Mundial Team, welcher mit einer Multinoppensohle sowie im Zehenbereich mit einem Überzug aus Wildleder ausgestattet ist. Die Hallenschuhvariante heißt Mundial Goal, die Variante für Kunstrasen Mundial Team.
Seit Sommer 2014 wird der Copa Mundial bei einigen Händlern auch als Sondermodell in komplett schwarz oder komplett weiß angeboten.

## Berühmte Träger
- Franz Beckenbauer
- Diego Maradona
- Michel Platini
- Lothar Matthäus
- Andreas Brehme
- Jürgen Klinsmann
- Lilian Thuram
- Oliver Kahn